# La frustata
La frustata (Backlash) è un film statunitense del 1956 diretto da John Sturges.
È un film western non convenzionale a sfondo giallo basato su un romanzo di Frank Gruber con protagonisti Richard Widmark, Donna Reed e William Campbell.

## Trama
Cinque uomini di cui solo tre identificati sono morti traditi da un sesto che è scappato con una ingente quantità di oro. Jim Slater convinto che uno dei morti sia il suo patrigno indaga alla ricerca del colpevole. Sul suo cammino incontra una donna  Karyl Orton che indaga nella stessa direzione. Durante la sua ricerca viene braccato dai fratelli di un aiuto sceriffo da lui ucciso per legittima difesa. La donna insinua in lui il sospetto che il suo patrigno sia il sesto uomo scappato con l'oro, cosa che poi si rivela esatta.

## Produzione
Il film, diretto da John Sturges su una sceneggiatura di Borden Chase con il soggetto di Frank Gruber (autore del romanzo), fu prodotto da Aaron Rosenberg per la Universal International Pictures e girato in Arizona e in California.

## Distribuzione
Il film fu distribuito negli Stati Uniti dall'11 aprile 1956 al cinema dalla Universal Pictures.
Alcune delle uscite internazionali sono state:
- in Francia il 23 marzo 1956 (Coup de fouet en retour)
- in Germania Ovest il 24 agosto 1956 (Das Geheimnis der fünf Gräber)
- in Austria il settembre 1956 (Das Geheimnis der fünf Gräber)
- in Svezia il 26 dicembre 1956 (Den sjätte mannen)
- in Finlandia il 19 febbraio 1957 (Kuudes mies)
- in Danimarca il 9 settembre 1957
- in Spagna il 21 marzo 1960 (El sexto fugitivo)
- in Grecia (O ektos diefyge)
- in Brasile (Punido Pelo Proprio Sangue)
- in Polonia (Zaskakujacy odwet)
- in Italia (La frustata)

## Promozione
Le tagline sono:
- "PAST APACE AMBUSH...PAST TREACHERY'S SILKEN NET!...Five Dead Men Led Jim Slater Down a Trail of No Return!".
- "HE KNEW HER LIPS...BUT NOT HER NAME...nor the reason she followed the trail of empty graves!".
- "SUSPENSE THAT CUTS LIKE A WHIP!".
- "Was The SIXTH MAN The Secret To The Five Empty Graves?...the Answer waited in a woman's lips and watched from the shadows of a frightened town!".

## Critica
Secondo il Morandini il film è un "western insolito per la mescolanza di suspense, mistery story e un pizzico di psicanalisi" e si avvale della sceneggiatura di un esperto Borden Chase.